# História dos judeus na França

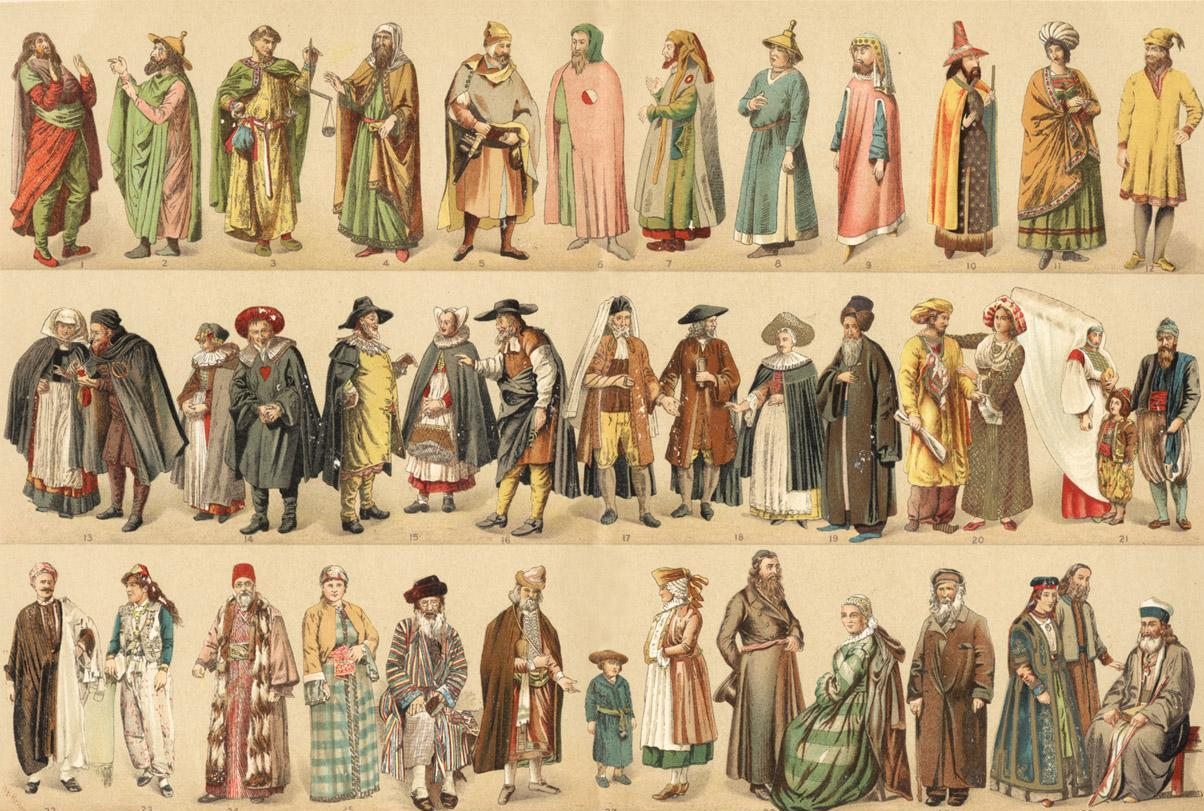
Judeus franceses da Idade Média

A história dos judeus na França lida com judeus e comunidades judaicas na França desde pelo menos a Alta Idade Média. A França era um centro de aprendizado judaico na Idade Média, mas a perseguição aumentou ao longo do tempo, incluindo múltiplas expulsões e retornos. Durante a Revolução Francesa no final do século XVIII, por outro lado, a França foi o primeiro país europeu a emancipar sua população judaica. O antissemitismo ainda ocorria em ciclos e atingiu um pico na década de 1890, como mostrado durante o caso Dreyfus, e na década de 1940, sob ocupação nazista e o regime de Vichy.
Antes de 1919, a maioria dos judeus franceses vivia em Paris, com muitos muito orgulhosos de serem totalmente assimilados à cultura francesa, e eles compunham um subgrupo de alto nível. Um judaísmo mais tradicional foi baseado na Alsácia-Lorena, que foi tomada pela Alemanha em 1871 e recuperada pela França em 1918 após a Primeira Guerra Mundial. Além disso, numerosos refugiados e imigrantes judeus vieram da Rússia e da Europa Oriental e Central no início do século XX, mudando o caráter do judaísmo francês nas décadas de 1920 e 1930. Esses recém-chegados estavam muito menos interessados na assimilação da cultura francesa. Alguns apoiaram novas causas como o sionismo, a Frente Popular e o comunismo, sendo os dois últimos populares entre a esquerda política francesa.
Durante a Segunda Guerra Mundial, o governo de Vichy colaborou com os ocupantes nazistas para deportar um grande número de judeus franceses e refugiados judeus estrangeiros para campos de concentração. No final da guerra, 25% da população judaica da França havia sido assassinada no Holocausto, embora esta fosse uma proporção menor do que na maioria dos outros países sob ocupação nazista.
No século 21, a França tem a maior população judaica da Europa e a terceira maior população judaica do mundo (depois de Israel e dos Estados Unidos). A comunidade judaica na França é estimada em 480 000–550 000, dependendo da definição usada. As comunidades judaicas francesas estão concentradas nas áreas metropolitanas de Paris , que tem a maior população judaica (277 000), Marselha, com uma população de 70.000, Lyon, Nice, Estrasburgo e Toulouse.
A maioria dos judeus franceses no século 21 são judeus sefarditas e mizrahi norte-africanos, muitos dos quais (ou seus pais) emigraram de ex-colônias francesas do norte da África depois que esses países conquistaram a independência nas décadas de 1950 e 1960. Eles abrangem uma gama de afiliações religiosas, desde as comunidades ultraortodoxas Haredi até o grande segmento de judeus que são inteiramente seculares e que muitas vezes se casam fora da comunidade judaica.
Aproximadamente 200 000 judeus franceses vivem em Israel. Desde 2010 mais ou menos, mais pessoas estão fazendo aliá em resposta ao crescente antissemitismo na França.

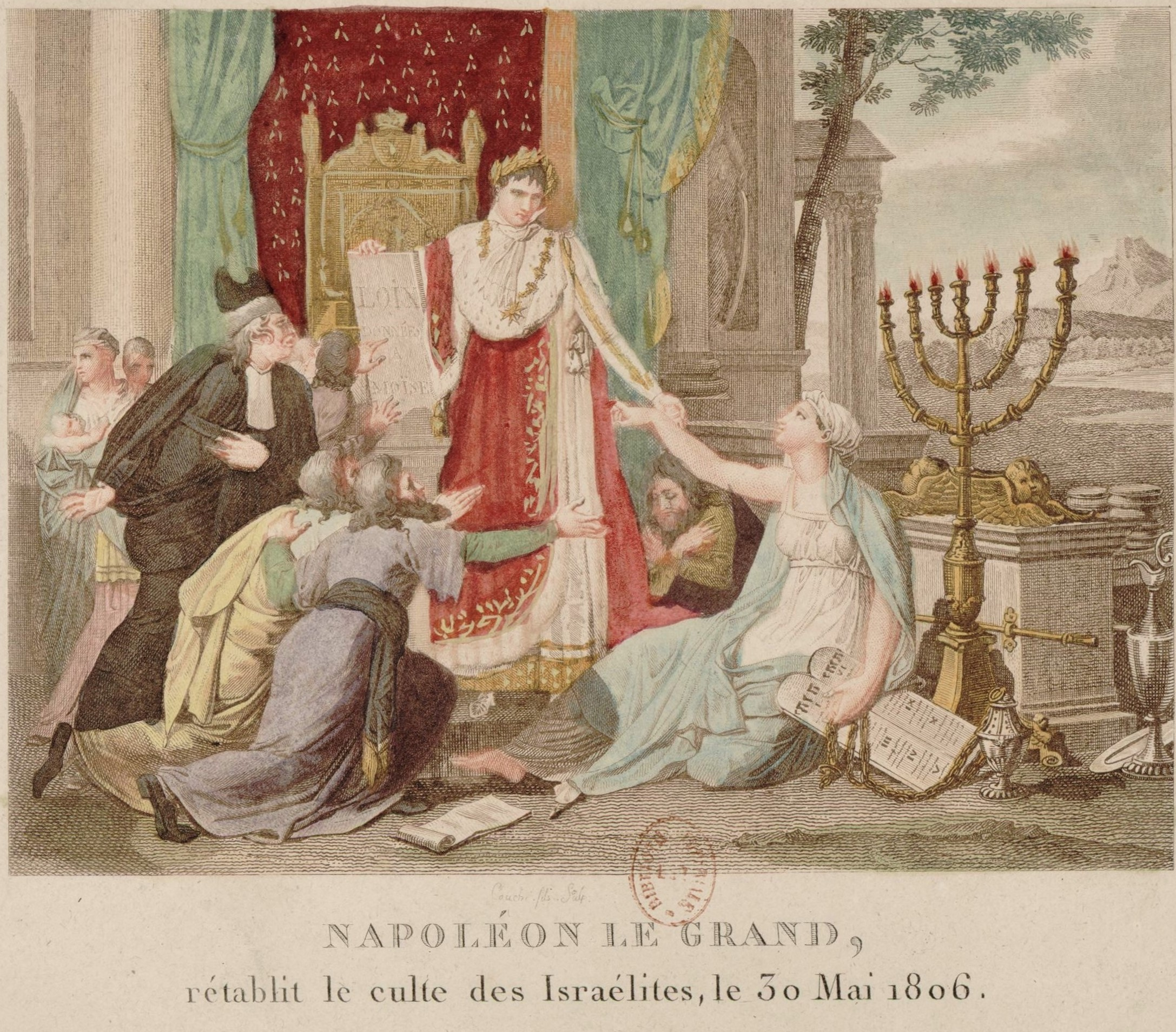
"NAPOLEÃO O GRANDE, restabeleceu o culto aos israelitas o 30 de maio de 1806" (impressão de 1806)